# Verwaltungsgemeinschaft Lichtetal am Rennsteig

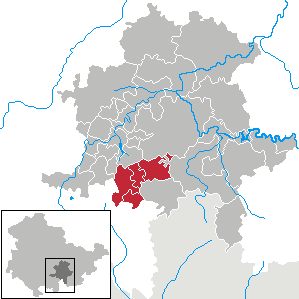
Lage der ehemaligen Verwaltungsgemeinschaft im Landkreis Saalfeld-Rudolstadt

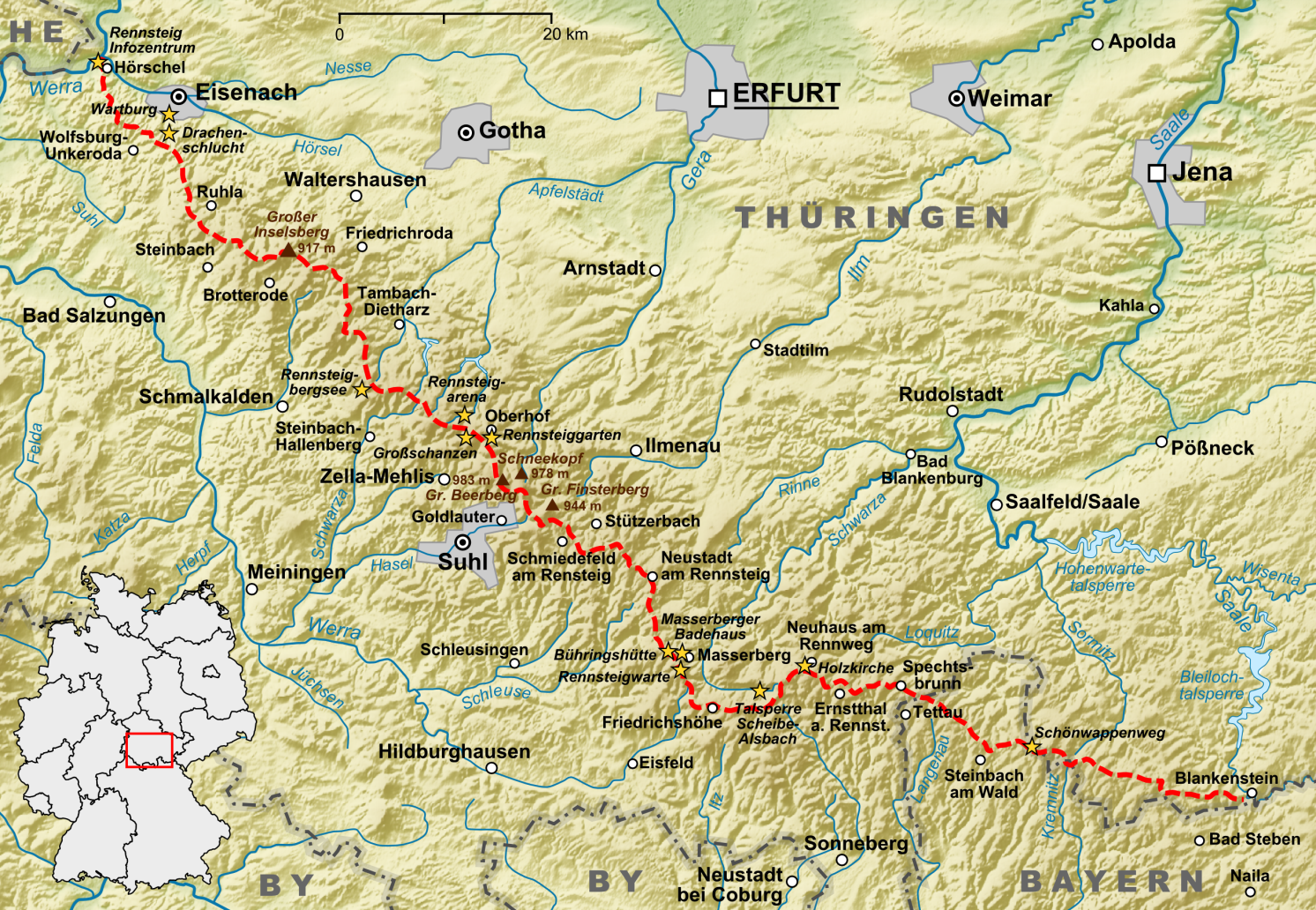
Verlauf des Rennsteigs

Die Verwaltungsgemeinschaft Lichtetal am Rennsteig war eine Verwaltungsgemeinschaft im Landkreis Saalfeld-Rudolstadt in Thüringen (Deutschland). Der Verwaltungssitz befand sich in Lichte (Ortsteil Wallendorf).

## Mitgliedsgemeinden
Die Verwaltungsgemeinschaft bestand aus folgenden Gemeinden.
| Gemeinde      | Lichte      | Piesau          | Reichmannsdorf | Schmiedefeld  |
| Bürgermeister | Holger Koch | Angelika Weigel | Antje Büchner  | Ulrich Körner |
| Einwohner     | 1568        | 752             | 768            | 1009          |

Letzter Vorsitzender der Verwaltungsgemeinschaft war Christoph Theis.

## Geschichte
Die Verwaltungsgemeinschaft wurde am 18. Juni 1994 unter dem Namen Verwaltungsgemeinschaft Lichte-Piesau-Schmiedefeld gegründet. Die Gemeinde Reichmannsdorf trat zum 4. November des gleichen Jahres bei. Die Umbenennung der Verwaltungsgemeinschaft erfolgte am 30. Dezember 2004, wodurch die Verwaltungsgemeinschaft ihren endgültigen Namen erhielt, der sich von der unmittelbaren Nähe zum Rennsteig und dem Tal der Lichte ableitete.
Zuvor waren die vier Gemeinden selbständig, jeweils mit eigener Gemeindeverwaltung, eigenem Gemeindeverwaltungssitz (Gemeindehaus) und Bürgermeister. Die Bürgermeister arbeiteten ehrenamtlich mit Aufwandsentschädigung.
Im Rahmen der Gebietsreform in Thüringen wurde die Verwaltungsgemeinschaft am 1. Januar 2019 aufgelöst. Lichte und Piesau wurden nach Neuhaus am Rennweg eingemeindet und wechselten somit in den Landkreis Sonneberg. Reichmannsdorf und Schmiedefeld sind in die Stadt Saalfeld/Saale eingemeindet worden.

## Galerie

### Wappen

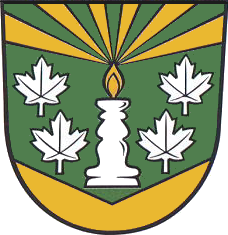
Lichte (vier Ortsteile)
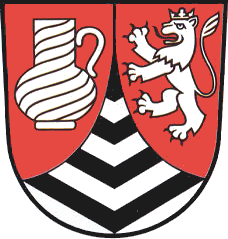
Piesau
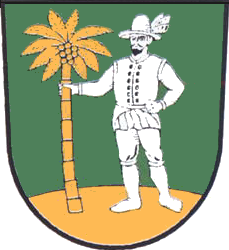
Reichmannsdorf
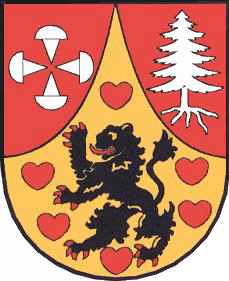
Schmiedefeld

### Bilder

Gemeindeamt der Verwaltungsgemeinschaft zu Wallendorf
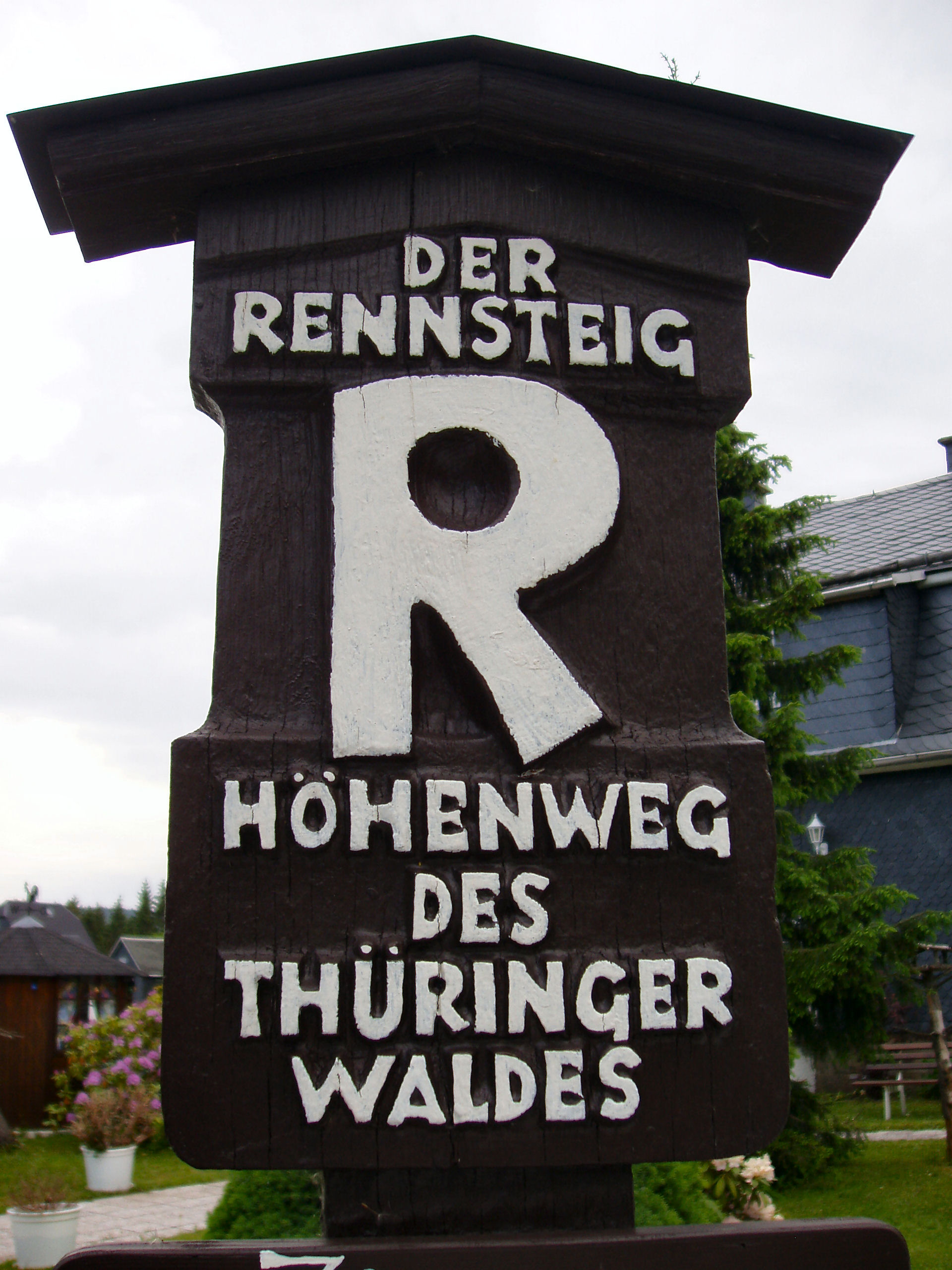
Typische Markierungstafel entlang des Rennsteigs
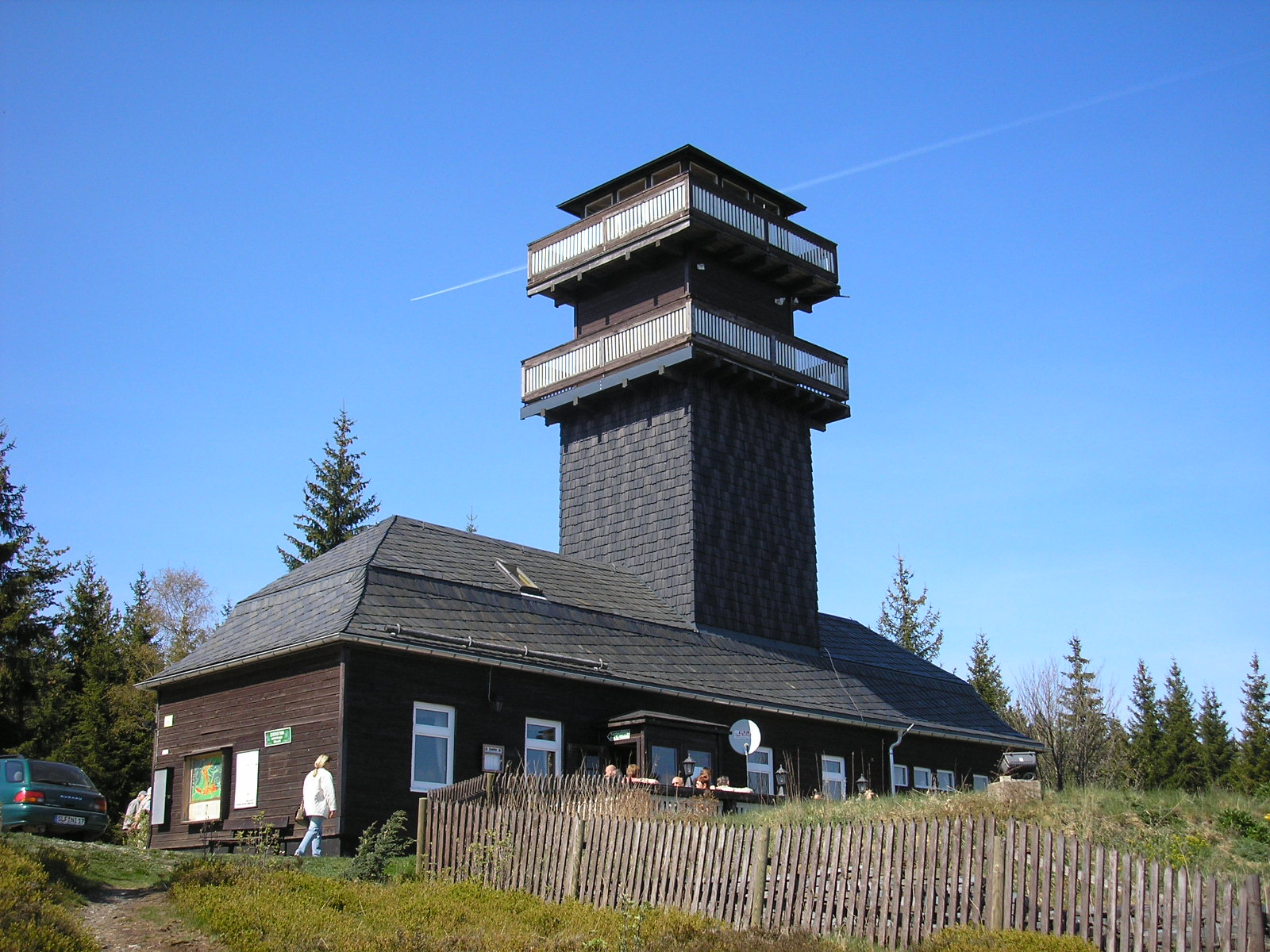
Leipziger Turm zu Schmiedefeld